# هانیشن (زاکسن)
شهر هانیشن در ایالت زاکسن در کشور آلمان واقع شده‌است.